# Драгиша Милетић
Драгиша Милетић (мкд. Драгиша Милетиќ, Краљево, 29. април 1956) је северномакедонски политичар и председник Српске напредне странке у Македонији, некадашњи председник Демократске партије Срба у Македонији и посланик Собрања Северне Македоније.

## Биографија
Драгиша Милетић је рођен 29. априла 1956. године у Краљеву. Од 1972. године живи у Скопљу. Студирао је графички дизајн на Универзитету у Битољу, по професији је дизајнер и сликар. Био је други председник Демократске партије Срба у Македонији до 2001. године, када га је заменио на том месту Иван Стоилковић. Потом је био председник Радикалне странке Срба у Македонији. Када је 2009. године основана Српска напредна странка у Македонији, изабран је за њеног председника. Од 2011. до 2014. године је био посланик у Собрању Северне Македније. На првом конгресу странке, одржаном 9. марта 2014. године у Куманову, смењен је са места председника странке. Милетић је сматрао овај конгрес нелегитимним, и сазвао је конгрес странке у месту Бањани код Скопља, на којем је поново изабран за председника странке.